# Sikkerhedstrussel
En sikkerhedstrussel er en trussel mod et lands sikkerhed. Til at starte med opfattede mange sikkerhedspolitik med noget, der kun havde med militære trusler og midler at gøre. Dette begreb opstod efter Den Kolde Krig, da man frygtede et angreb fra modparten og faren for atomkrig. Man kan opdele begrebet sikkerhedstrusler i forskellige punkter.
Brede sikkerhedstrusler: Trusler, som ikke kun er af militære trusler, men også samfundsmæssige, politiske, økonomisk og miljømæssige trusler. 
Et eksempel på bred sikkerhedspolitik kunne være da USA i 1948 iværksatte Marshall-hjælpen til Vesteuropa var det hovedsageligt for at imødegå en sikkerhedspolitisk trussel. Amerikanerne frygtede ikke et Sovjetisk angreb på Vesteuropa, men derimod at truslen ville komme indefra fra de kommunistiske partier, som havde vokset sig store pga. den store nød og det kaos, der herskede efter Anden Verdenskrig. Specielt i Frankrig og Italien så man en kommunistisk magtovertagelse som en mulighed. USA’s hjælp var derfor fokuseret på det politiske og ikke en militær trussel mod overlevelsen.
Snævre sikkerhedstrusler: Trusler der udelukkende er af militær art.
Miljømæssige sikkerhedstrusler: Trusler mod klodens bæredygtighed eller enkeltstaters naturgrundlag.
De kræver at stater går sammen for at bekæmpe dem. I endnu højere grad end de økonomiske er de grænseoverskridende.
Nogle af truslerne er endda globale, fx drivhuseffekten og ozonhullet og derfor repræsenterer de en trussel mod selve klodens overlevelse.
Samfundsmæssige sikkerhedstrusler: Trusler mod en befolkning eller en befolkningsgruppes identitet eller sammenhold.
De har fået større betydning på grund af den kolde krigs afslutning.
Et eksempel herpå er konflikten i det tidligere Jugoslavien.
Politiske sikkerhedstrusler: Trusler mod en stats politiske strukturer og ideologiske fundament. Statens forsøg på at begrænse truslen kan, jævnfør Celines første lov, i selv være en trussel.
Økonomiske sikkerhedstrusler: Trusler mod en stats økonomiske overlevelse og økonomiske handlemuligheder.
De økonomiske sikkerhedstrusler skyldes især den øgede globale afhængighed, den enorme stigning i de internationale valutabevægelser og de transnationale selskabers store magtposition indenfor de store stater.
| Politik | Spire Denne artikel om politik og ideologi er en spire som bør udbygges. Du er velkommen til at hjælpe Wikipedia ved at udvide den. |